# Auksztoły
Auksztoły (lit. Aukštuolė) − wieś na Litwie, w rejonie wileńskim, 4 km na południowy zachód od Bezdanów, zamieszkana przez 31 ludzi. Przed II wojną światową w Polsce, w powiecie wileńsko-trockim województwa wileńskiego.